# Wolfgang Liesen
Wolfgang Liesen (* 1936 in Gelsenkirchen; † 30. März 2021 in Essen-Kettwig) war ein deutscher Bildhauer.

## Leben
Nach einer Lehre als Steinmetz von 1953 bis 1956, studierte Wolfgang Liesen ab 1956 zunächst an der Folkwangschule Essen und 1958 bis 1962 der Kunstakademie Düsseldorf erst unter Sepp Mages, dann unter Joseph Beuys.
1962 zog Liesen in den Essener Stadtteil Kettwig, wo er bis 1973 hinter seiner Wohnung in der Kirchfeldstraße 8 im Hinterhaus ein Atelier betrieb. Anschließend wohnte er im „Hattig (Mendener Straße)“ und betrieb, gefördert von Arnhard Scheidt, bis 1979 ein Atelier im „Haus "Scheidt im Kirchfeld" (Kirchfeldstraße 16)“. Mit Unterstützung der Stadt Essen verlegte Liesen sein Atelier in die „Kunstwerkerstraße (Dinnendahl)“ im Stadtteil Bergershausen.
Von 1980 bis 1984 nahm Wolfgang Liesen als ordentliches Mitglied des Deutschen Künstlerbundes an dessen Jahresausstellungen teil. Seit 1987 arbeitete Liesen in seinem Atelier im stillgelegten Städtischen Wasserwerk Kettwig in der Bachstraße.

## Auszeichnungen
- 1965: Förderpreis der Stadt Gelsenkirchen[3]
- 1973: Kunstpreis der Stadt Gelsenkirchen[2]
- 1983: Kunstpreis des Mülheimer Kunstvereins[2]

## Bekannte Werke

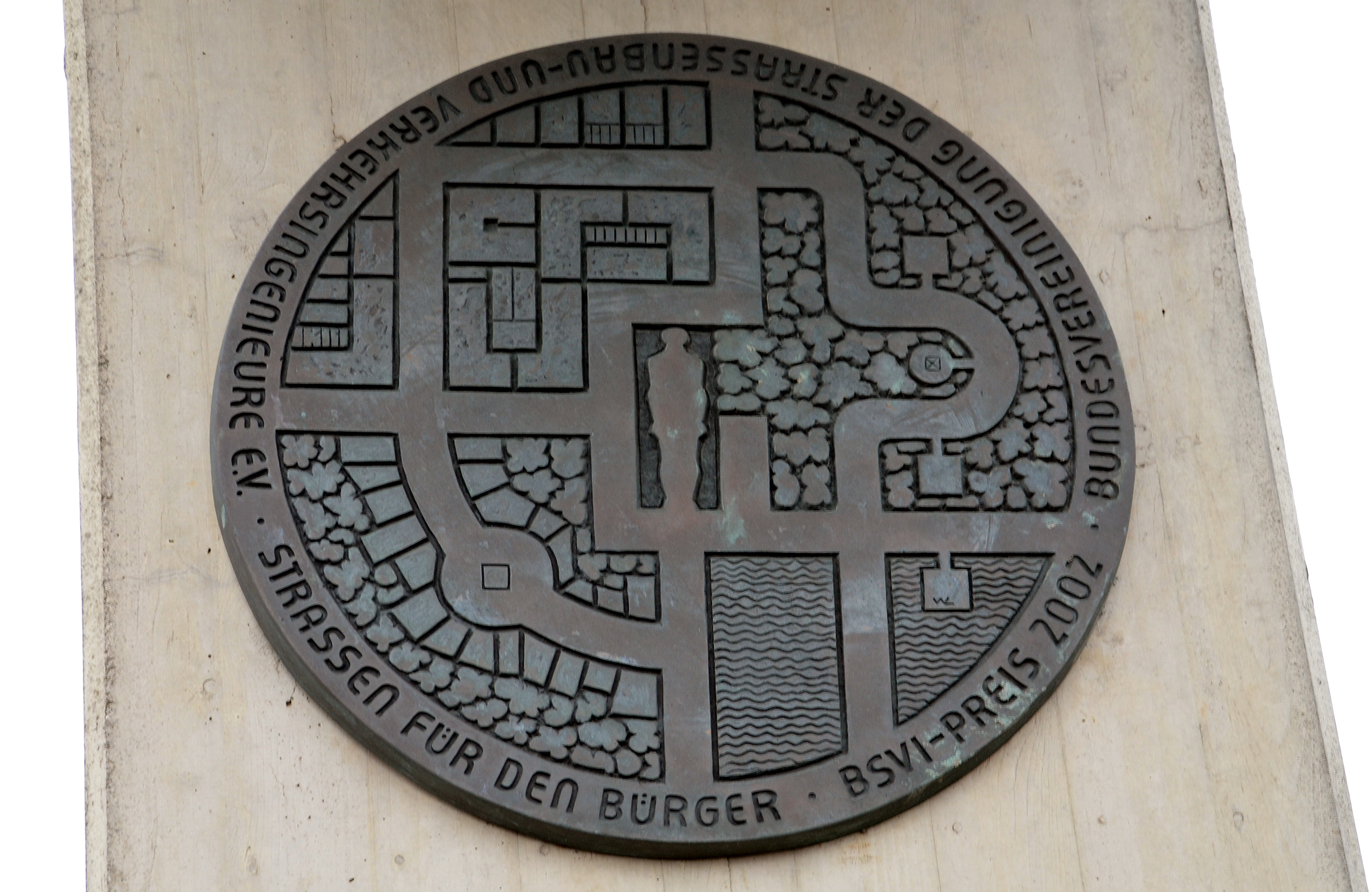
Künstlersignatur „WL“ auf dem Relief des BSVI-Preises der Bundesvereinigung der Straßenbau- und Verkehrsingenieure

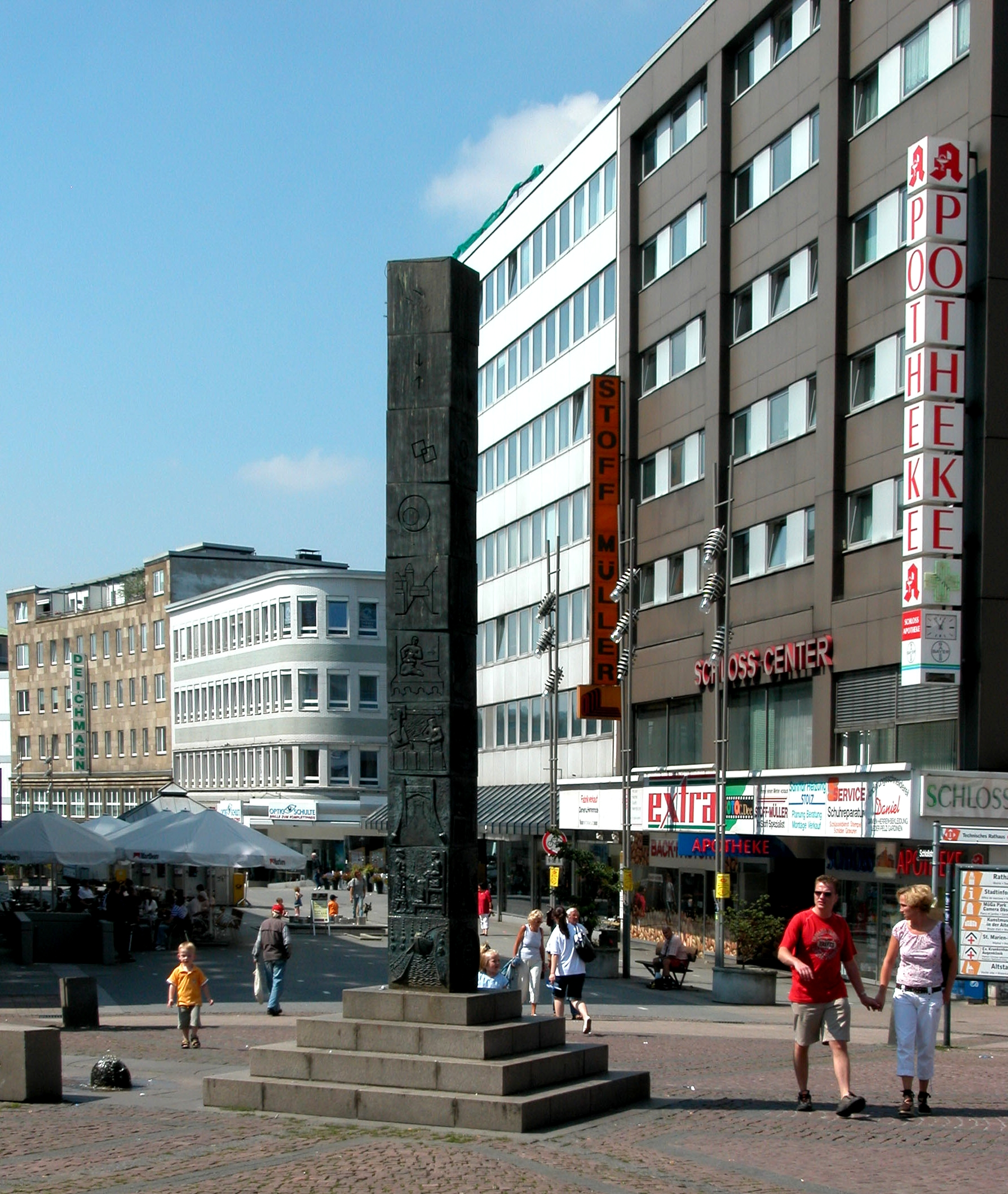
Stadtsäule, Mülheim an der Ruhr

- Geschichtsbrunnen, Alpen (Niederrhein)
- Volute, Alpen-Dahlacker[6]
- Haus des Schwans, Am Schloß Broich 28, Mülheim an der Ruhr, 1982
- Relief[2] für den 1984 erstmals vergebenen BSVI-Preis der Bundesvereinigung der Straßenbau- und Verkehrsingenieure[7]
- Stadtsäule auf dem Kurt-Schumacher-Platz, Mülheim an der Ruhr, 1986
- Standort für einen frei sprechenden Menschen, Stadtgarten Essen, 1987
- Weberbrunnen in Kettwig, 1988[8]

## Ausstellungen (Auswahl)
- 1973: Museum Folkwang, Essen
- 1979: Städtisches Museum, Mülheim an der Ruhr
- 1985: Städtische Galerie im Schlosspark Strünkede, Herne (Gruppenausstellung mit Hermann EsRichter, Peter Könitz, Wulf Nolte, Werner Vogt)
- 1998: Maschinenhaus Essen (Gruppenausstellung mit Kie Ellens und Peter Könitz)
- 2000: Galerie Forum Alte Werft, Papenburg (Gruppenausstellung mit Kie Ellens und Peter Könitz)